# 科茹希夫卡 (科羅斯堅區)
50°59′32″N 28°34′20″E / 50.99222°N 28.57222°E
科茹希夫卡（烏克蘭語：Кожухівка），是烏克蘭的村落，位於該國北部日托米爾州，由科羅斯堅區負責管轄，始建於1865年，面積1.18平方公里，海拔高度181米，2001年人口368，人口密度每平方公里311.6人。